# Casa Militar (Distrito Federal)
A Casa Militar é um órgão de assessoria direta do governador do Distrito Federal, no Brasil. Possui como atribuições fornecer a segurança pessoal do governador e seus familiares, bem como autoridades designadas, o assessoramento para assuntos relacionados às instituições militares, o resguardo das informações e comunicações, dentre outros.
A Casa Militar foi fundada em 1970, através do Decreto nº 1.460, recebendo o nome de Gabinete Militar do Governador. Ao ser reestruturada, em 2002, passou a portar o título atual. De acordo com o Decreto nº 1.460, de janeiro de 2019, possui natureza de órgão especializado da Administração direta.
Desde abril de 2021, é chefiada pelo Coronel Emerson Eduardo Alves de Andrade, designado pelo governador Ibaneis Rocha.